# Open Library
Open Library (с англ. — «Открытая библиотека», OL) — проект виртуальной библиотеки, созданный в 2006 году некоммерческой организацией «Архив Интернета». OL ставит перед собой две главные цели — предоставить пользователю максимальное количество информации о запрашиваемом издании, через pdf-версию или ссылку для его приобретения, а также собрать информацию о каждой когда-либо выпущенной книге. Над проектом работали, среди прочих, создатель «Архива» Брюстер Кейл и американский интернет-активист Аарон Шварц. Финансирование осуществлялось за счёт грантов библиотеки штата Калифорния и Kahle/Austin Foundation (с англ. — «Фонд Кейла/Остин»).
Open Library функционирует одновременно как репозиторий и электронная библиотека. В качестве репозитория OL предоставляет доступ к свободным библиографическим материалам и отсканированным книгам из коллекций «Архива» и партнёрских организаций. Работы доступны для пользователей в форматах pdf, ePub, а также для чтения на сайте. Помимо этого, пользователи могут отправить электронные книги на Kindle. В качестве виртуальной библиотеки OL предоставляет во временное пользование до пяти электронных книг, максимальным сроком до двух недель. Материалы также доступны через партнёрские организации «Архива», в число которых входят свыше тысячи библиотек со всего мира. Доступ осуществляется благодаря «контролируемой цифровой выдаче» (CDL) – удалённой системе выдачи электронных книг. Согласно этому принципу, библиотека может распространять в электронном виде точное количество копий определённого произведения, которыми она владеет. Система является цифровым эквивалентом получения книги в «обычной» библиотеке. Если пользователь хочет прочитать книгу, но все доступные экземпляры уже были взяты, то он автоматически попадает в лист ожидания.
На июнь 2022 года «Архив» содержал данные о более чем 34 млн текстов, начиная с художественной и научно-популярной литературы и заканчивая работами по истории литературы, музыке, военной истории, биографиями. Более 2 млн текстов доступны для скачивания или взятия на время.

## Создание

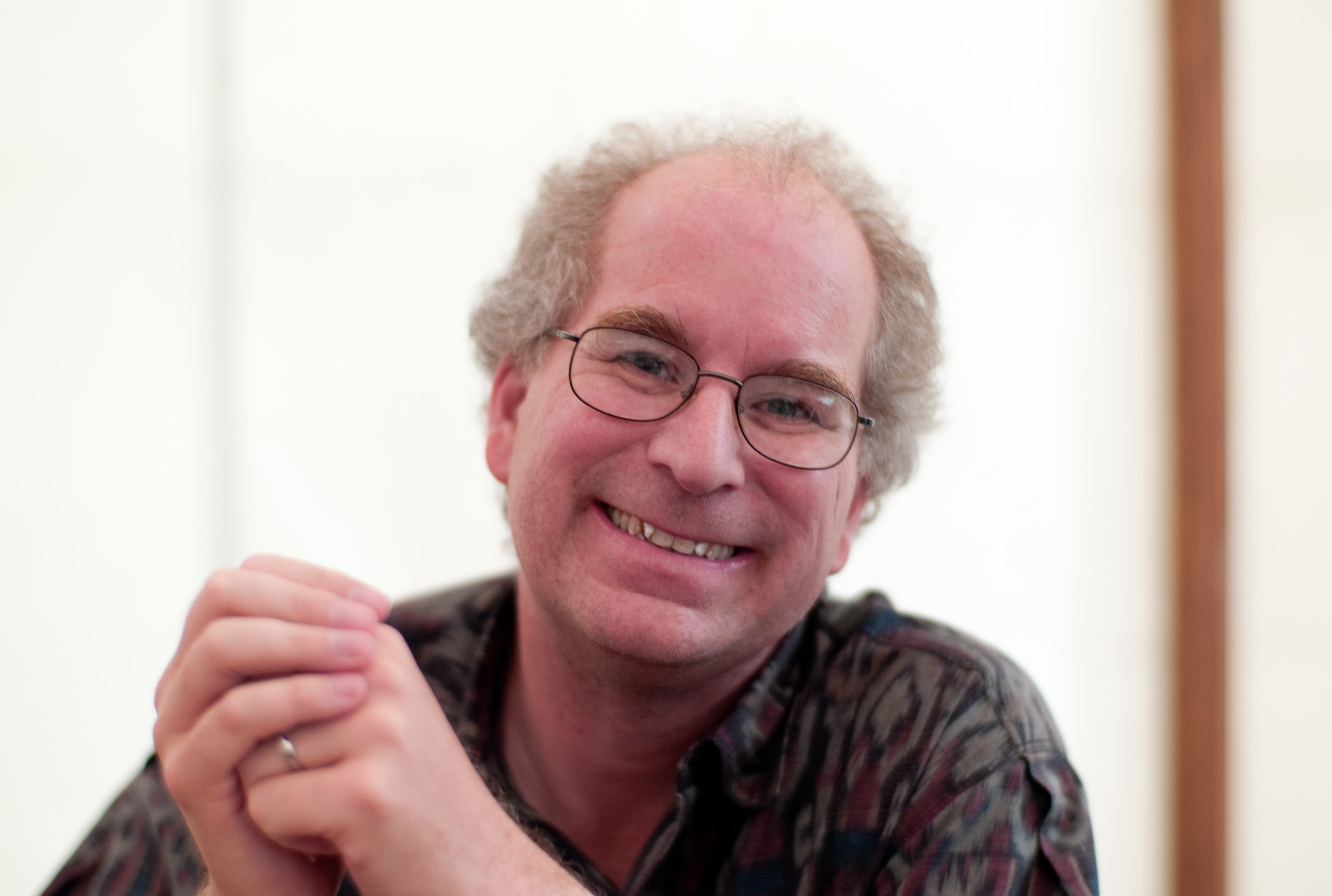
Создатель Архива Интернета Брюстер Кейл в 2009 году

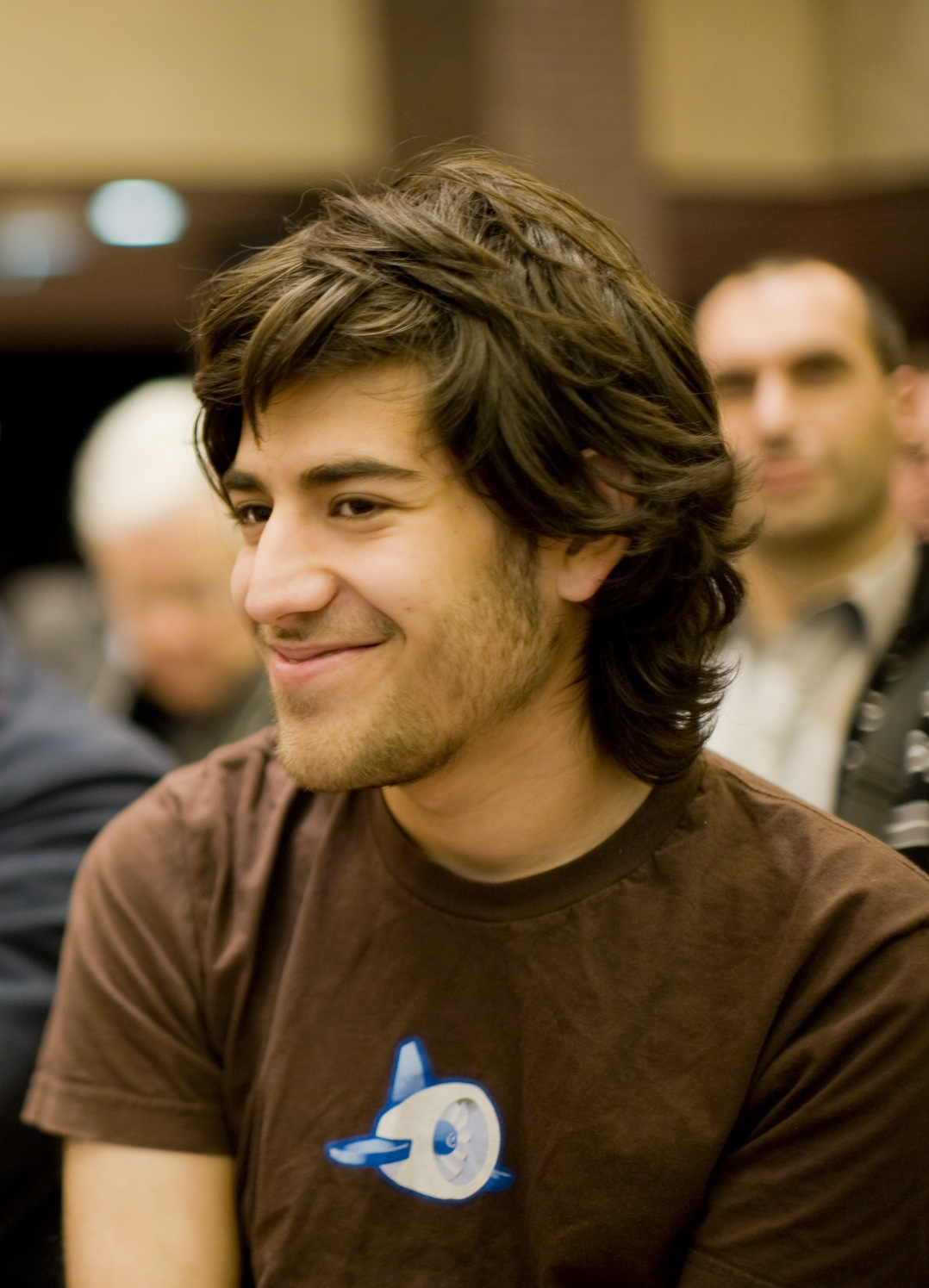
Один из создателей OL Аарон Шварц на мероприятии Creative Commons, 13 декабря 2008 года

В 2006 году некоммерческая организация «Архив Интернета» запустила проект виртуальной библиотеки под названием Open Library (с англ. — «Открытая библиотека»). «Архив» был основан в 1996 году американским программистом Брюстером Кейлом, одним из первых обративших внимание на необходимость архивации цифровых данных. Кейл поставил перед собой цель сохранить бо́льшую часть информации, опубликованной на тот момент в интернете. Уже к началу 2000-х годов коллекция «Архива» состояла из значительного количества графических работ, архивированных веб-страниц, а также аудио- и видео-материалов. В 2005 году по инициативе «Архива Интернета» был создан консорциум Open Content Alliance (ОСА). Входящие в состав OCA организации занимались оцифровкой библиотечных фондов и размещением материалов в открытом доступе. Среди прочих к консорциуму присоединились Yahoo, Калифорнийский университет, Торонтский университет, Национальные архивы Великобритании, а также другие организации. Также в состав OCA входил Microsoft. В 2008 году компания заявила о прекращении инвестиций в проект, однако все договорные ограничения на книги в открытом доступе остались в силе, кроме того, «Архиву» было передано всё необходимое для оцифровки оборудование. Open Content Alliance был основан в качестве альтернативы конкурирующему проекту Google Книги, однако в отличие от последнего, OCA архивировал только те материалы, на которые было получено предварительное разрешение от издателей.
На основе оцифрованных в рамках OCA материалов в 2006 году был создан проект виртуальной библиотеки Open Library, которую создатели задумывали как портал, содержащий информацию о каждой когда-либо опубликованной книге и, по возможности, предоставляющий к ней доступ. Руководителем технической группы, занимающейся разработкой и инженерной составляющей портала, был американский программист и хактивист Аарон Шварц. По его задумке, Open Library должна была стать основным открытым источником информации о книгах и их коммерческих издателях, рецензентах, пользователях и местах хранения. Каждая книга имеет свою страницу на портале, которая, как и в Википедии, доступна для общего редактирования. Программное обеспечение, на котором работает Open Library, выложено на GitHub на условиях открытых лицензий.
Существует множество книг и тонны информации об этих книгах. Даже большая группа библиотекарей не сможет собрать всё это. Мы думаем об этом [Проект Open Library] как об аналоге Википедии. Есть несколько отличных энциклопедий, написанных небольшими группами экспертов, но чтобы получить что-то столь же обширное и разнообразное, как Википедия, вам нужно каждому предоставить доступ.Аарон Шварц
Изначально финансирование портала осуществлялось за счёт грантов библиотеки штата Калифорния и Фонда Кейла/Остин (Kahle/Austin Foundation). В 2019 году было объявлено о запуске целевой программы спонсорства, в рамках которой пользователи могли пожертвовать на покупку и/или оцифровку любой книги. Таким образом, они первыми получали право на её прочтение, после чего работа становилась доступной и для других читателей.
В 2010 году сайт был значительно переработан.

## Принцип работы
Open Library функционирует одновременно как репозиторий и электронная библиотека. В качестве репозитория OL предоставляет доступ к открытым библиографическим материалам и отсканированным книгам, доступным через собственную коллекцию «Архива» и через собрания партнёрских организаций. Так, среди прочих Открытая библиотека сотрудничает с Библиотекой Конгресса, Проектом «Гутенберг», Нью-Йоркской публичной библиотеки и Ведомством по патентам и товарным знакам США. В результате кооперации были оцифрованы разные типы носителей, в том числе микрофильмы, журналы и серийные публикации, в основном на английском, нидерландском, немецком, французском, арабском, итальянском и других языках. Книги, изданные более 95 лет назад, доступны для скачивания. Работа по сканированию и оцифровке материалов продолжается до сих пор. Так, на 2019 год по всему миру действовало более 23 центров, в которых оцифровывались в среднем 1000 книг в сутки. Электронные книги Open Library сканируются с физических копий, а не приобретаются в цифровой форме, поэтому проект не заключает лицензионных соглашений с издателем.
Open Library создаёт сеть публичных учреждений, через которую пользователи могут арендовать для чтения практически любую книгу. В качестве виртуальной библиотеки OL предоставляет во временное пользование до пяти электронных книг, максимальным сроком до двух недель. 
Книги также доступны через партнёрские организации «Архива», в число которых входит более чем тысяча библиотек со всего мира. Доступ осуществляется благодаря удалённой системе лендинга электронных книг — «контролируемой цифровой выдаче» (CDL). Согласно этому принципу, библиотека распространяет в электронном виде точное количество копий определённого произведения, которым она владеет. Система является цифровым эквивалентом получения книги в местном библиотечном отделении. Если пользователь хочет прочитать книгу, но все доступные экземпляры уже были взяты, то он автоматически попадает в лист ожидания. Одним из значительных преимуществ CDL является решение «проблемы двадцатого века», когда старые книги всё ещё защищены авторским правом, но вряд ли когда-либо будут предлагаться в цифровом виде коммерческими службами. При этом критики Open Library считают, что CDL является пиратством, поскольку позволяет распространение файлов книг, без надлежащего лицензирования и выплаты авторам компенсации. Реализация CDL в США возможна благодаря доктрине добросовестного использования и Digital Millennium Copyright Act — если у правообладателей возникают какие-то вопросы к правомерности размещения контента, «Архив» с высокой степенью вероятности его удалит.

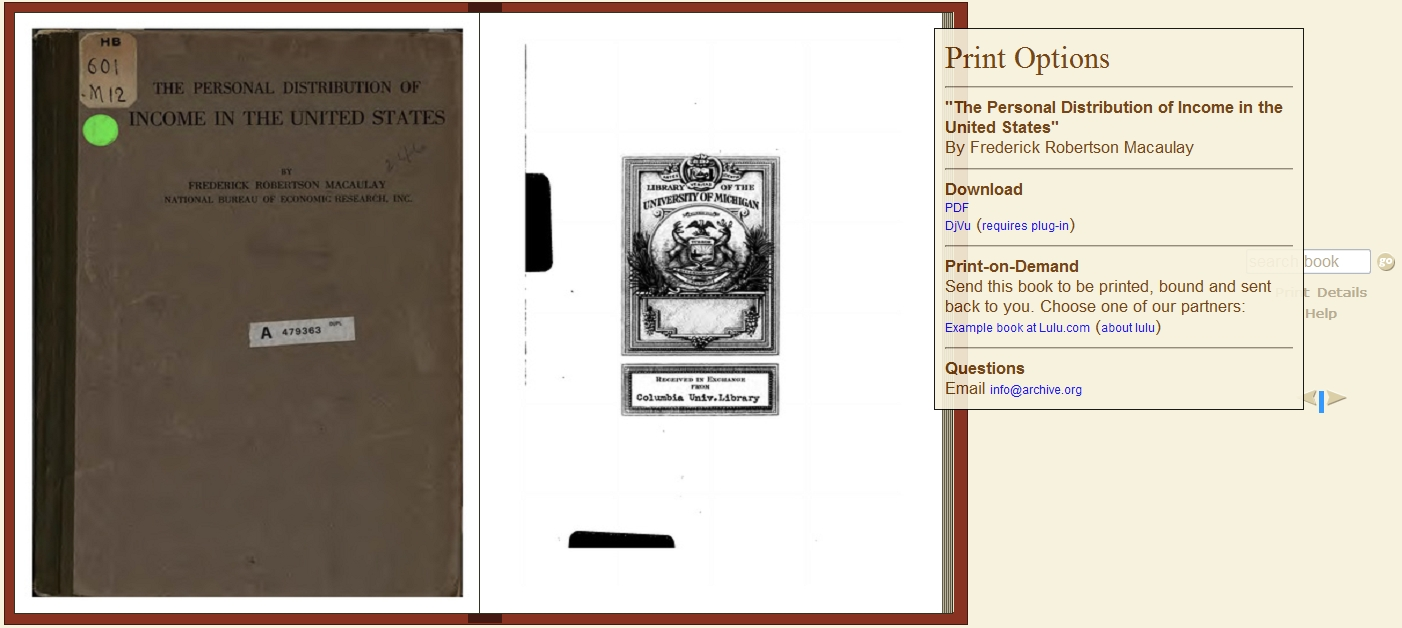
Скриншот книги с портала Open Library, 2008 год

Через портал пользователи могут осуществлять поиск необходимой литературы по авторам, названиям работ, издательствам, ключевым словам, а также году выпуска. Работы представлены в форматах pdf, ePub, а также доступны через чтение на сайте. Помимо этого читатели могут отправить версии электронных книг на свои устройства Kindle. В случае если электронная версия книги недоступна, пользователи могут просмотреть метаданные издания (генерируются через сайты Библиотеки Конгресса, Amazon или другие источники), а также ссылки на цифровые/электронные версии книг или другую информацию — это соответствует одной из целей библиотеки по «построению полного каталога всей литературы». На главной странице раздела книги также перечислены коллекции, которые сортированы по просмотрам, названию, дате публикации и автору.

## Коллекция
| Язык          | Количество текстов |
| ------------- | ------------------ |
| Английский    | 25 170 833         |
| Французский   | 721 497            |
| Нидерландский | 716 895            |
| Немецкий      | 704 692            |
| Арабский      | 466 901            |
| Китайский     | 337 780            |
| Испанский     | 298 225            |
| Японский      | 150 510            |
| Урду          | 94 246             |
| Русский       | 71 710             |
| Португальский | 68 952             |

| Десятилетия | Текстов   |
| ----------- | --------- |
| 1800-е      | 88 220    |
| 1810-е      | 108 491   |
| 1820-е      | 172 099   |
| 1830-е      | 225 026   |
| 1840-е      | 262 313   |
| 1850-е      | 326 815   |
| 1860-е      | 34 451    |
| 1870-е      | 367 148   |
| 1880-е      | 486 069   |
| 1890-е      | 620 378   |
| 1900-е      | 906 812   |
| 1910-е      | 918 168   |
| 1920-е      | 577 916   |
| 1930-е      | 477 119   |
| 1940-е      | 527 947   |
| 1950-е      | 652 179   |
| 1960-е      | 785 713   |
| 1970-е      | 2 631 404 |
| 1980-е      | 1 228 509 |
| 1990-е      | 1 507 405 |
| 2000-е      | 2 119 690 |
| 2010-е      | 3 403 522 |

На июнь 2022 года «Архив» содержит данные о более чем 34 млн текстов, начиная от художественной и научно-популярной литературы и заканчивая работами по истории литературы, музыки, истории, биографическими работами. С 2007 года «Архив» сохраняет в своей базе общедоступные книги из Google Book Search, уже к 2013 году в коллекции насчитывалось более 900 тысяч сохранённых таким образом книг.

## National Emergency Library
С началом пандемии COVID-19 и последующей серии карантинов множество студентов остались без доступа к библиотечным материалам. Для решения этой проблемы Open Library объявила о создании временной программы National Emergency Library (с англ. — «Национальная библиотека на случай чрезвычайной ситуации»). В рамках программы было убрано существующее ограничение на количество пользователей, которые могли бы взять ту или иную книгу — таким образом, распространение книг стало неограниченным. На момент старта программы Open Library предоставляла доступ к более чем 4 млн цифровым публикациям, 2,5 млн из которых находились в общественном достоянии, а 1,4 млн — были ограничены авторским правом и подлежали ограничениям на выдачу. Для избежания нарушения авторских прав «Архив» предоставил авторам форму, которую они могли заполнить для исключения книг из программы. 
Более 100 библиотек, архивов и других учреждений подписали заявление о поддержке National Emergency Library, включая Массачусетский технологический институт, Пенсильванский университет, Университет Эмори, Бостонская публичная библиотека, Миддлберийский колледж, Амхерст-колледж, Университет Джорджа Вашингтона и Клермонтские колледжи.
В июне 2020 года «Архив Интернета» объявил о досрочном закрытии программы за две недели до изначально назначенной даты 30 июня. Причиной для этого послужил поданный 1 июня 2020 года иск Общества авторов, включающего Hachette Book Group, Random House, HarperCollins и другие издательства. Иск был направлен против «Архива», который обвинялся в способствовании пиратству. Общество авторов требовало возмещение ущерба издателям за распространение «Архивом» 127 защищённых авторским правом работ в размере $ 150 000, а также запрет на оцифровку материалов. В жалобе утверждается, что CDL и Национальная библиотека по чрезвычайным ситуациям нарушают баланс, создаваемый законом об авторском праве между создателем и публичным доступом к информации. 
В ответ «Архив» объявил о преждевременном завершении проекта, попросив издателей «прекратить дорогостоящее нападение». В августе 2021 года «Архив» заявил о необходимости предоставить для суда данные о продажах работ, которые распространялись через издательства Общества авторов. Чтобы показать, что National emergency library не причинила вреда, «Архив Интернета» утверждал, что хочет сравнить коммерческую эффективность книг, которые были доступны для цифровой загрузки, с книгами, которые не были доступны для цифровой выдачи. Однако издатели не были готовы предоставить данные, по крайней мере, в том объёме, который запрашивал «Архив». Если суд удовлетворит иск, то максимальная сумма, которую должен будет выплатить «Архив Интернета», составит 19 млн долларов — эквивалент годового бюджета «Архива Интернета».
Слушание по делу состоялось 25 марта 2023 года. Согласно решению суда, Архив Интернета нарушил авторские права четырёх издателей, не получив разрешение на распространение литературы от правообладателей книг. Архив Интернета заявил о решении подать апелляцию на решение суда.